# Coupe de Belgique féminine de handball 1995-1996
Navigation
Coupe de Belgique 1994-1995 Coupe de Belgique 1996-1997
La Coupe de Belgique féminine de handball de 1995-1996 est la 16e édition de cette compétition organisée par l'Union royale belge de handball (URBH).

## Phase finale

### Huitièmes de finale
Les résultats sont :
| Club                | Résultat | Club                    | Lieu                |
| ------------------- | -------- | ----------------------- | ------------------- |
| Initia HC Hasselt   | 38- 7    | HV Uilenspiegel Wilrijk | Hasselt             |
| H.Villers 59        | 14- 5    | T Jeunesse Jemeppe      | Villers-le-Bouillet |
| HC Eynatten         | 30-11    | JS Athénée Montegnée    | Raeren              |
| DHC Meeuwen         | 23-10    | Sporting Neerpelt       | Meeuwen-Gruitrode   |
| Fémina Ottignies HC | 10-28    | V&F Sasja HC Antwerpen  | Ottignies           |
| ASEK 72             | 14-22    | Apolloon Kortrijk       | Evere ou Kraainem   |
| ROC Flémalle        | 7-17     | HV Arena Hechtel        | Flémalle            |
| DHC Overpelt        | 17-26    | Fémina Visé             | Overpelt            |

### Quarts de finale
Les résultats sont :
| Club                   | Résultat | Club                | Lieu              |
| ---------------------- | -------- | ------------------- | ----------------- |
| Apolloon Kortrijk      | 15-40    | T Initia HC Hasselt | Courtrai          |
| V&F Sasja HC Antwerpen | 17-15    | HV Arena Hechtel    | Anvers            |
| Fémina Visé            | 26- 9    | HC Eynatten         | Visé              |
| DHC Meeuwen            | 43- 4    | H.Villers 59        | Meeuwen-Gruitrode |

### Demi-finales
Les résultats sont :
| Club                   | Résultat | Club              | Lieu              |
| ---------------------- | -------- | ----------------- | ----------------- |
| V&F Sasja HC Antwerpen | 22-23    | Fémina Visé       | Anvers            |
| DHC Meeuwen T          | 17-25    | Initia HC Hasselt | Meeuwen-Gruitrode |

### Finale
Les résultats sont,, :
| 15 mars 1996 19h00 | Initia HC Hasselt | 22-16  | Fémina Visé  | Charleroi, La Garenne |
| 15 mars 1996 19h00 | Schouterten 9     | (10-6) | Jakimowicz 6 | Charleroi, La Garenne |

## Vainqueur
| Coupe de Belgique de handball 1995-1996 Initia HC Hasselt 10e titre |